# Grote timmerman
De grote timmerman, naaldreuzenboktor of molmboktor (Ergates faber) is een kever uit de familie van de boktorren (Cerambycidae) en de onderfamilie Prioninae.

## Beschrijving
Deze 25 tot 60 millimeter lange boktor is een forsgebouwde kever met een bruine tot zwarte kleur en het glanzende lichaam. In grote delen van het verspreidingsgebied is het de grootste boktorrensoort. De dekschilden zijn korrelig, het halsschild is gladder en heeft bij mannetjes aan weerszijden twee onregelmatige, donkere vlekken die wat zijn verzonken. Vrouwtjes zijn donkerder van kleur, meestal bijna zwart, en missen de vlekken op het halsschild. De antennes zijn bij een mannetje ongeveer even lang als het lichaam, bij vrouwtjes ongeveer de helft.

## Ontwikkeling
De larve is meerjarig en leeft drie tot vier jaar in naaldhout, vooral Pinus heeft de voorkeur. Levende of recentelijk afgestorven bomen zijn niet geschikt, alleen vermolmd hout wordt gegeten. De larve wordt bijna tien centimeter lang, is duidelijk gesegmenteerd, heeft een grote kop en een witte kleur. De larve verpopt in een popkamer vlak onder de schors, de uitvlieggaten zijn onregelmatig en rafelig.

## Algemeen
De volwassen kever neemt geen voedsel meer op, en teert op de als larve opgebouwde reserves. Met de grote kaken kan de boktor echter stevig bijten als een exemplaar wordt opgepakt, bovendien is hij volhardend en laat niet makkelijk los. De soort is schemeractief en verstopt zich overdag. De molmboktor leeft in midden- en zuidelijk Europa en komt niet voor in Nederland. In veel streken waar de soort voorkomt gaat hij achteruit vanwege het verdwijnen van oude bossen waar de larve in leeft.